# L'Albenc
L'Albenc är en kommun i departementet Isère i regionen Auvergne-Rhône-Alpes i sydöstra Frankrike. Kommunen ligger i kantonen Vinay som tillhör arrondissementet Grenoble. År 2022 hade L'Albenc 1 275 invånare.

## Befolkningsutveckling
Antalet invånare i kommunen L'Albenc
Referens:INSEE